# Řehlovice
Řehlovice (deutsch: Groß Tschochau) ist eine tschechische Gemeinde in Nordböhmen. Sie liegt zehn Kilometer südwestlich von Ústí nad Labem und gehört zum gleichnamigen Okres.

## Geographie
Řehlovice befindet sich im Tal der Bílina. Dieses Tal wird hier von der Autobahn D8 von Trmice / Ústí nad Labem und der Schnellstraße R63 von Teplice sowie der Bahnstrecke Trmice–Bílina gekreuzt, an welcher der Ort einen Bahnhof besitzt. Südlich und östlich des Ortes erhebt sich das Böhmische Mittelgebirge.
Nachbargemeinden sind Trmice und Stebno im Nordosten, Dolní Zálezly im Osten, Habrovany inmitten des Gemeindegebiets, sowie im Westen und Südwesten die Gemeinden Rtyně nad Bílinou, Žalany, Žim im Okres Teplice.
Radejčín hat einen Bahnhof der Nordböhmischen Transversalbahn.

## Geschichte
Die erste urkundliche Erwähnung erfolgte 1328. Während der Zeit der Habsburgermonarchie war die Gemeinde Teil des Gerichtsbezirks Außig bzw. des Bezirks Außig.

## Gemeindegliederung
Die Gemeinde Řehlovice besteht aus den Ortsteilen Brozánky (Prosanken), Dubice (Dubitz), Habří (Habrzi), Hliňany (Hlinay), Moravany (Morwan), Radejčín (Radzein), Řehlovice (Groß Tschochau) und Stadice (Staditz). Grundsiedlungseinheiten sind Brozánky, Dubice, Habří, Hliňany, Lochočice (Lochtschitz), Moravany, Nové Stadice (Neu Staditz), Radejčín, Řehlovice und Stadice. Zu Řehlovice gehört außerdem die Ansiedlung Dubičky (Kleindubitz).
Das Gemeindegebiet gliedert sich in die Katastralbezirke Dubice nad Labem, Lochočice, Moravany u Dubic, Radejčín, Řehlovice und Stadice.

## Sehenswürdigkeiten

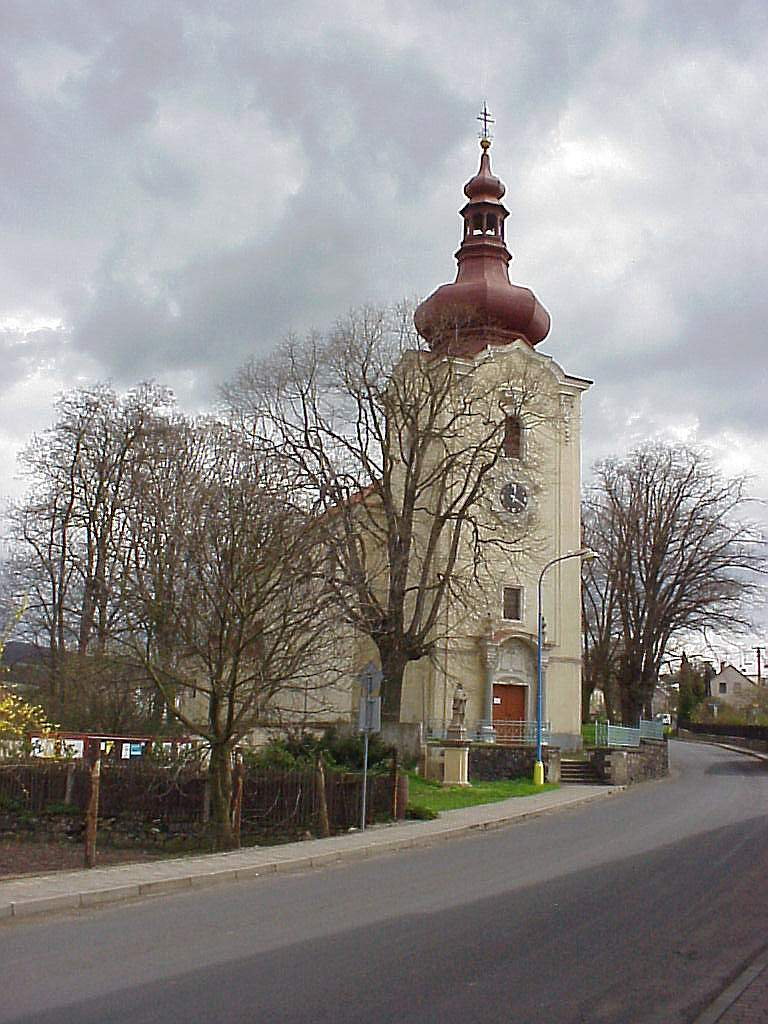
Kirche zur allerheiligsten Dreifaltigkeit in Řehlovice

### Dreifaltigkeitskirche
Die Kirche zur allerheiligsten Dreifaltigkeit, erbaut im Jahre 1352, befindet sich am Hauptplatz. Am westlichen sichtbaren Turm hängt die größere Glocke, die Meister Thomas von Leitmeritz (Tomáš z Litoměřic) im Jahre 1535 schuf und eine kleinere von František Herold aus dem Jahr 1856. Beide Glocken wurden ein Stockwerk über der Turmuhr aufgehängt, läuten viertelstündlich und besitzen ihre ursprünglichen Klöppel. Im Jahre 1926 wurde das hölzerne Joch erneuert. Die Luzerne des Turms ist leer.

### Dubitzer Kirchlein

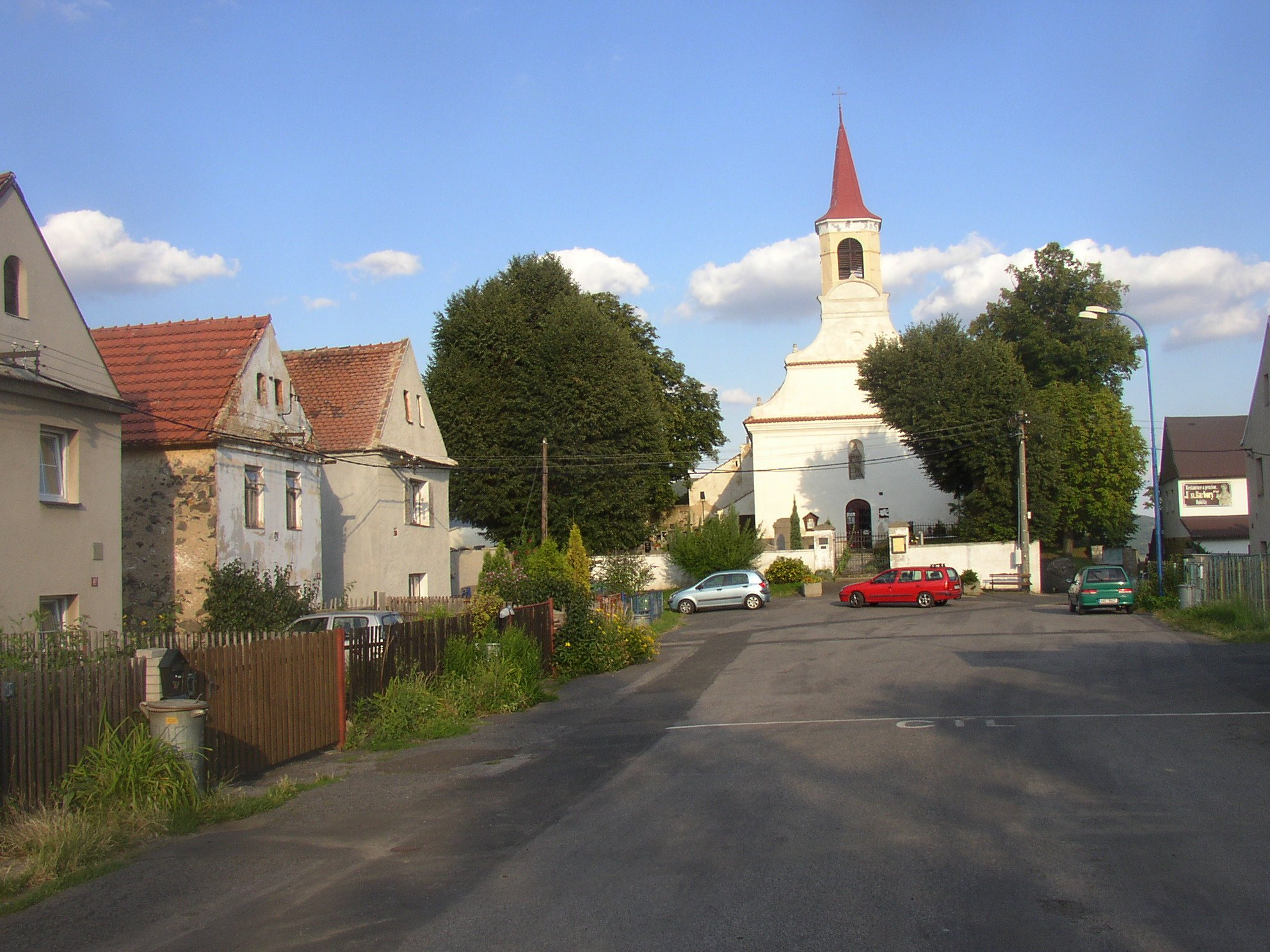
Dorfplatz und Barbarakirche im Ortsteil Dubice

Die 1579 errichtete Kirche St. Barbara in Dubice steht am Rande des Dorfes über dem Elbtal. Im östlichen Turm befindet sich eine reich verzierte Glocke aus dem Jahre 1595, geschaffen von der Prager Glockengießerwerkstatt Brikcí von Cimperk (Brikcí z Cimperka). Von der Kirche blickt man auf das weitläufige Durchbruchstal der Elbe.

### St. Wenzels-Kirche in Brozánky
Die Kirche St. Wenzel, die 1352 erbaut wurde, steht erhöht im Ort. Im westlichen Kirchturm gibt es heute keine Glocke mehr, sondern nur eine stählerne Aufhängung und zwei hölzerne Dächer. Unter ihnen sind vier Klöppel angebracht. Früher waren dort drei oder vier Glocken, von denen nur die Glocke aus dem Jahr 1541 des Meisters Matthäus Spitz (Matěj Špic) bekannt ist.

### Weitere Sehenswürdigkeiten
- Denkmal für Přemysl der Pflüger auf dem Königsfeld (Královské pole) bei Stadice
- „Geburtshaus“ von Przemysl dem Pflüger in Stadice
- Alte Brücke über die Bílina in Brozanky.
- Pferdebespannte Feuerspritze
- Glöcklein in Moravany, errichtet auf einem gegabelten Pfahl befindet sich auf einem Hügel im Ort. Die Glocke darin ist gusseisern mit Aufschrift auf dem Kranz.
- Dreifaltigkeitskapelle in Habří, erbaut 1738 auf einem Hügel bei der Durchgangsstraße.
- Doerells Aussicht bei Dubitz.
- Müllerstein (Mlynářův kámen) nordöstlich von Dubitz

## Persönlichkeiten
- Friedrich von Bila († 1621), Besitzer der Herrschaften Řehlovice und Chotiměř
- Thomas Bergner (Pseudonym: Julius Mader; 1928–2000) Agitator im Auftrag des Ministeriums für Staatssicherheit (MfS) der Deutschen Demokratischen Republik (DDR)